# Opera Paryska w nocy
Opera Paryska w nocy – obraz autorstwa polskiego malarza Aleksandra Gierymskiego, namalowany w 1891 roku.

## Historia
Dzieło powstało na zamówienie Ignacego Karola Milewskiego, dawnego znajomego artysty z Akademii Sztuk Pięknych w Monachium w 1891 roku. Prace nad nim trwały dwa miesiące. Twórca był zmuszony malować z pamięci, bo w trakcie tworzenia obrazu decyzją projektanta opery, Charlesa Garniera, zmieniono oświetlenia budynku z lamp gazowych na elektryczne.
Nokturn Paryskiej Opery jest pierwszym obrazem z okresu paryskiego Gierymskiego, który przypada na lata 1890–1893. Gierymski przyłożył dużą wagę do efektów luministycznych na płótnie.
Chociaż obraz nie jest dziełem impresjonistycznym, to Opera Paryska w nocy jest wynikiem zainteresowania malarza impresjonizmem, a w szczególności siłą i rolą światła.

## Opis obrazu
Obraz przedstawia objęty ciemnością plac przed nowo zbudowanym gmachem Opery Paryskiej. Na pierwszym planie malarz umieścił mężczyznę ukazanego do kolan. Jest to architekt gmachu opery Charles Garnier. Gierymski przedstawił zwykłą scenę z życia miasta wieczorową porą – na ukazanej tutaj paryskiej ulicy można zauważyć wyłaniające się z cienia postacie ludzkie oraz dorożki. Aleksander Gierymski próbował oddać na swoim płótnie skomplikowaną grę świateł wywołaną przez oświetlające teren lampy gazowe. Niewyraźny, mglisty blask tylko zarysowuje fasadę budowli.
Kompozycja obrazu nie jest harmonijna, jest to celowy zabieg artystyczny. Malarz chciał wytworzyć w widzu wrażenie uchwycenia na obrazie ruchu ulicznego, póz i gestów przechodniów. Architekt znajdujący się na pierwszym planie, wydaje się zmierzać poza granice obrazu, podobnie jak kobieta po prawej stronie idąca w kierunku krawędzi płótna. Po lewej stronie kompozycji perspektywa prowadzi w głąb, jednak brak tu spójnej i precyzyjnej konstrukcji przestrzeni. Budynki wydają się przechylać. Obraz oddaje doświadczenia człowieka podczas zwiedzania miasta w nocy. Rozmyte kontury budowli i murów, które pojawiają się w mroku, oraz trudności w rozróżnieniu postaci ludzkich uniemożliwiają orientację przestrzenną.